# 井田城 (三河国)
井田城（いだじょう）は、愛知県岡崎市井田町にあった日本の城。徳川家康家臣で徳川四天王の酒井忠次出生の城である。

## 概要
矢作川沖積平野をのぞむ台地縁辺に立地している。岡崎城の北方2kmの地点にありその防衛拠点のひとつ。
現在は城山公園となり公園内に城山稲荷と城山集会所がある。城跡が高台になっている。「井田城址」碑が立っている。平城である。

## 歴史
松平氏・徳川氏の始祖とされている松平親氏の子とされる酒井広親の子の氏忠から忠勝・康忠・忠親さらに忠次までの酒井氏五代の居城となった。築城年や廃城年は不明である。
酒井忠次は大永7年（1527年）井田城内で出生。
天文4年（1535年）の森山崩れの後、尾張の織田信秀が攻め込んだ井田野の戦い時には、酒井忠次は井田城から尾張勢を迎え討つため出陣した。

## 遺構
遺構は主郭跡と思われる平場のみでほとんどない。井田野の図(『家山樵談』)、井田城絵図(『三河聰視録』)でかつての姿をうかがうことができる。主要部は空堀と土塁に囲まれた方形で屋敷の形態を残す。しかし東方に二の丸、南方に城下集落があったようで、戦国期の城郭として整えられたと考えられる。近くの居屋敷など周辺にも酒井一族がいたと思われる。

## 所在地
愛知県岡崎市井田町字城山
岡崎市が管理する井田公園運動場のある井田公園の東に位置する。

## 交通
- 愛知環状鉄道・愛知環状鉄道線「北岡崎駅」から徒歩で約10分。
- 名鉄バス「井田」バス停から 徒歩で約10分。